# Christa B. Allen
Christa Brittany Allen (ur. 11 listopada 1991 w Wildomar) – amerykańska aktorka.

## Filmografia
- 2004: Dziś 13, jutro 30 jako młoda Jenna
- 2006: Medium jako Maura Walker
- 2007: Cory w Białym Domu jako Cheyenne
- 2008: Chirurdzy jako Holly Anderson
- 2008: Ostry dyżur jako Jody Nugent
- 2009: CSI: Kryminalne zagadki Las Vegas jako Matty Moore
- 2010: Dowody zbrodni jako Annabelle Bennet
- 2011–2015: Zemsta jako Charlotte Grayson
- 2011: Deadly Sibling Rivalry jako Fiona
- 2011: One Day Kine jako Alea
- 2012: Detention of the Dead jako Janet
- 2015: Dzidzitata jako Robyn
- 2017: The Valley jako Alicia
- 2017: Dead on Arrival jako  Jessie
- 2017: Family of Lies jako Emily
- 2018: Królowa grzechu jako Posy Pinkerton
- 2019: When Vows Break jako Ella
- 2019: Dying for a Baby jako Amber
- 2021: The Fight That Never Ends jako Joanne Beck
- 2021: Christmas for Keeps jako Avery Taylor